# Gassaway
Gassaway és una població dels Estats Units a l'estat de Virgínia de l'Oest. Segons el cens del 2000 tenia 901 habitants.

## Demografia
Segons el cens del 2000, Gassaway tenia 901 habitants, 420 habitatges, i 243 famílies. La densitat de població era de 285,1 habitants per km².
Dels 420 habitatges en un 21,7% hi vivien nens de menys de 18 anys, en un 45,2% hi vivien parelles casades, en un 10% dones solteres, i en un 42,1% no eren unitats familiars. En el 38,8% dels habitatges hi vivien persones soles el 21,7% de les quals corresponia a persones de 65 anys o més que vivien soles. El nombre mitjà de persones vivint en cada habitatge era de 2,15 i el nombre mitjà de persones que vivien en cada família era de 2,87.
Per edats la població es repartia de la següent manera: un 20% tenia menys de 18 anys, un 6,5% entre 18 i 24, un 23,3% entre 25 i 44, un 25% de 45 a 60 i un 25,2% 65 anys o més.
L'edat mediana era de 45 anys. Per cada 100 dones de 18 o més anys hi havia 79,8 homes.
La renda mediana per habitatge era de 23.009 $ i la renda mediana per família de 31.667 $. Els homes tenien una renda mediana de 28.125 $ mentre que les dones 17.396 $. La renda per capita de la població era de 15.965 $. Entorn del 10,8% de les famílies i el 13,9% de la població estaven per davall del llindar de pobresa.

## Poblacions més properes
El següent diagrama mostra les poblacions més properes.